# Liste des meilleurs rebondeurs en NBA par saison
Cette page présente la liste des meilleurs rebondeurs en NBA par saison en moyenne par match.

## Explications
Le titre de meilleur rebondeur de la NBA est attribué au joueur ayant la moyenne de rebonds la plus élevée durant la saison. Il fut créé lors de la saison 1950-1951, lorsque les rebonds furent comptabilisés pour la première fois. Avant la saison 1973-1974, il n'y avait pas de distinction entre les rebonds offensifs et défensifs. Pour pouvoir être classé et prétendre au titre de meilleur rebondeur de la ligue, le joueur doit répondre à un minimum de critères édictés dans le Rate Statistic Requirements.
Wilt Chamberlain possède le record de rebonds pris (2 149), ainsi que le record de moyenne de rebonds (27,2) en une saison. Il est aussi le joueur ayant remporté le plus grand nombre de titres de meilleur rebondeur (11). Dennis Rodman est le joueur ayant remporté le plus de titres consécutifs avec sept titres, de 1992 à 1998.

## Classement
|            |            | Joueur encore en activité en NBA                      |                                                       |                                                       |                                                       |                                                       |
|            |            | Joueur intronisé au Basketball Hall of Fame           |                                                       |                                                       |                                                       |                                                       |
| Joueur (X) | Joueur (X) | Le nombre entre parenthèses indique le total de titre | Le nombre entre parenthèses indique le total de titre | Le nombre entre parenthèses indique le total de titre | Le nombre entre parenthèses indique le total de titre | Le nombre entre parenthèses indique le total de titre |

| Saison    | Joueur                | Equipe                                    | Matchs joués | Rebonds offensifs | Rebonds défensifs | Total rebonds | Rebonds par match |
| --------- | --------------------- | ----------------------------------------- | ------------ | ----------------- | ----------------- | ------------- | ----------------- |
| 1950-1951 | Dolph Schayes         | Nationals de Syracuse                     | 66           | —                 | —                 | 1 080         | 16,36             |
| 1951-1952 | George Mikan          | Lakers de Minneapolis                     | 64           | —                 | —                 | 886           | 13,53             |
| 1952-1953 | George Mikan (2)      | Lakers de Minneapolis                     | 70           | —                 | —                 | 1 007         | 14,39             |
| 1953-1954 | Harry Gallatin        | Knicks de New York                        | 72           | —                 | —                 | 1 098         | 15,25             |
| 1954-1955 | Neil Johnston         | Warriors de Philadelphie                  | 72           | —                 | —                 | 1 085         | 15,07             |
| 1955-1956 | Maurice Stokes        | Royals de Rochester                       | 67           | —                 | —                 | 1 094         | 16,33             |
| 1956-1957 | Bill Russell          | Celtics de Boston                         | 48           | —                 | —                 | 943           | 19,65             |
| 1957-1958 | Bill Russell (2)      | Celtics de Boston                         | 69           | —                 | —                 | 1 564         | 22,67             |
| 1958-1959 | Bill Russell (3)      | Celtics de Boston                         | 70           | —                 | —                 | 1 612         | 23,03             |
| 1959-1960 | Wilt Chamberlain      | Warriors de Philadelphie                  | 72           | —                 | —                 | 1 941         | 26,96             |
| 1960-1961 | Wilt Chamberlain (2)  | Warriors de Philadelphie                  | 79           | —                 | —                 | 2 149         | 27,20             |
| 1961-1962 | Wilt Chamberlain (3)  | Warriors de Philadelphie                  | 80           | —                 | —                 | 2 052         | 25,65             |
| 1962-1963 | Wilt Chamberlain (4)  | Warriors de San Francisco                 | 80           | —                 | —                 | 1 946         | 24,32             |
| 1963-1964 | Bill Russell (4)      | Celtics de Boston                         | 78           | —                 | —                 | 1 930         | 24,74             |
| 1964-1965 | Bill Russell (5)      | Celtics de Boston                         | 78           | —                 | —                 | 1 878         | 24,08             |
| 1965-1966 | Wilt Chamberlain (5)  | 76ers de Philadelphie                     | 79           | —                 | —                 | 1 943         | 24,59             |
| 1966-1967 | Wilt Chamberlain (6)  | 76ers de Philadelphie                     | 81           | —                 | —                 | 1 957         | 24,16             |
| 1967-1968 | Wilt Chamberlain (7)  | 76ers de Philadelphie                     | 82           | —                 | —                 | 1 952         | 23,80             |
| 1968-1969 | Wilt Chamberlain (8)  | Lakers de Los Angeles                     | 81           | —                 | —                 | 1 712         | 21,14             |
| 1969-1970 | Elvin Hayes           | Rockets de San Diego                      | 82           | —                 | —                 | 1 386         | 16,90             |
| 1970-1971 | Wilt Chamberlain (9)  | Lakers de Los Angeles                     | 82           | —                 | —                 | 1 493         | 18,21             |
| 1971-1972 | Wilt Chamberlain (10) | Lakers de Los Angeles                     | 82           | —                 | —                 | 1 572         | 19,17             |
| 1972-1973 | Wilt Chamberlain (11) | Lakers de Los Angeles                     | 82           | —                 | —                 | 1 526         | 18,61             |
| 1973-1974 | Elvin Hayes(2)        | Bullets de la Capitale                    | 81           | 354               | 1 109             | 1 463         | 18,06             |
| 1974-1975 | Wes Unseld            | Bullets de Washington                     | 73           | 318               | 759               | 1 077         | 14,75             |
| 1975-1976 | Kareem Abdul-Jabbar   | Lakers de Los Angeles                     | 82           | 272               | 1 111             | 1 383         | 16,87             |
| 1976-1977 | Bill Walton           | Trail Blazers de Portland                 | 65           | 211               | 723               | 934           | 14,37             |
| 1977-1978 | Leonard Robinson      | Jazz de La Nouvelle-Orléans               | 82           | 298               | 990               | 1 288         | 15,71             |
| 1978-1979 | Moses Malone          | Rockets de Houston                        | 82           | 587               | 857               | 1 444         | 17,61             |
| 1979-1980 | Swen Nater            | Clippers de San Diego                     | 81           | 352               | 864               | 1 216         | 15,01             |
| 1980-1981 | Moses Malone (2)      | Rockets de Houston                        | 80           | 474               | 706               | 1 180         | 14,75             |
| 1981-1982 | Moses Malone (3)      | Rockets de Houston                        | 81           | 558               | 630               | 1 188         | 14,67             |
| 1982-1983 | Moses Malone (4)      | 76ers de Philadelphie                     | 78           | 445               | 749               | 1 194         | 15,31             |
| 1983-1984 | Moses Malone (5)      | 76ers de Philadelphie                     | 71           | 352               | 598               | 950           | 13,38             |
| 1984-1985 | Moses Malone (6)      | 76ers de Philadelphie                     | 79           | 385               | 646               | 1 031         | 13,05             |
| 1985-1986 | Bill Laimbeer         | Pistons de Détroit                        | 82           | 305               | 770               | 1 075         | 13,11             |
| 1986-1987 | Charles Barkley       | 76ers de Philadelphie                     | 68           | 390               | 604               | 994           | 14,62             |
| 1987-1988 | Michael Cage          | Clippers de Los Angeles                   | 72           | 371               | 567               | 938           | 13,03             |
| 1988-1989 | Hakeem Olajuwon       | Rockets de Houston                        | 82           | 338               | 767               | 1 105         | 13,48             |
| 1989-1990 | Hakeem Olajuwon (2)   | Rockets de Houston                        | 82           | 299               | 850               | 1 149         | 14,01             |
| 1990-1991 | David Robinson        | Spurs de San Antonio                      | 82           | 335               | 728               | 1 063         | 12,96             |
| 1991-1992 | Dennis Rodman         | Pistons de Détroit                        | 82           | 523               | 1 007             | 1 530         | 18,66             |
| 1992-1993 | Dennis Rodman (2)     | Pistons de Détroit                        | 62           | 367               | 765               | 1 132         | 18,26             |
| 1993-1994 | Dennis Rodman (3)     | Spurs de San Antonio                      | 79           | 453               | 914               | 1 367         | 17,30             |
| 1994-1995 | Dennis Rodman (4)     | Spurs de San Antonio                      | 49           | 274               | 549               | 823           | 16,80             |
| 1995-1996 | Dennis Rodman (5)     | Bulls de Chicago                          | 64           | 356               | 596               | 952           | 14,88             |
| 1996-1997 | Dennis Rodman (6)     | Bulls de Chicago                          | 55           | 320               | 563               | 883           | 16,05             |
| 1997-1998 | Dennis Rodman (7)     | Bulls de Chicago                          | 80           | 421               | 780               | 1 201         | 15,01             |
| 1998-1999 | Chris Webber          | Kings de Sacramento                       | 42           | 149               | 396               | 545           | 12,98             |
| 1999-2000 | Dikembe Mutombo       | Hawks d'Atlanta                           | 82           | 304               | 853               | 1 157         | 14,11             |
| 2000-2001 | Dikembe Mutombo (2)   | Hawks d'Atlanta 76ers de Philadelphie     | 75           | 307               | 708               | 1 015         | 13,53             |
| 2001-2002 | Ben Wallace           | Pistons de Détroit                        | 80           | 318               | 721               | 1 039         | 12,99             |
| 2002-2003 | Ben Wallace (2)       | Pistons de Détroit                        | 73           | 293               | 833               | 1 126         | 15,42             |
| 2003-2004 | Kevin Garnett         | Timberwolves du Minnesota                 | 82           | 245               | 894               | 1 139         | 13,89             |
| 2004-2005 | Kevin Garnett (2)     | Timberwolves du Minnesota                 | 82           | 247               | 861               | 1 108         | 13,51             |
| 2005-2006 | Kevin Garnett (3)     | Timberwolves du Minnesota                 | 76           | 214               | 752               | 966           | 12,71             |
| 2006-2007 | Kevin Garnett (4)     | Timberwolves du Minnesota                 | 76           | 183               | 792               | 975           | 12,83             |
| 2007-2008 | Dwight Howard         | Magic d'Orlando                           | 82           | 279               | 882               | 1 161         | 14,16             |
| 2008-2009 | Dwight Howard (2)     | Magic d'Orlando                           | 79           | 336               | 757               | 1 093         | 13,84             |
| 2009-2010 | Dwight Howard (3)     | Magic d'Orlando                           | 82           | 284               | 798               | 1 082         | 13,20             |
| 2010-2011 | Kevin Love            | Timberwolves du Minnesota                 | 73           | 330               | 782               | 1 112         | 15,23             |
| 2011-2012 | Dwight Howard (4)     | Magic d'Orlando                           | 54           | 200               | 585               | 785           | 14,54             |
| 2012-2013 | Dwight Howard (5)     | Lakers de Los Angeles                     | 76           | 251               | 694               | 945           | 12,43             |
| 2013-2014 | DeAndre Jordan        | Clippers de Los Angeles                   | 82           | 331               | 783               | 1 114         | 13,59             |
| 2014-2015 | DeAndre Jordan (2)    | Clippers de Los Angeles                   | 82           | 397               | 829               | 1 226         | 14,95             |
| 2015-2016 | Andre Drummond        | Pistons de Détroit                        | 81           | 395               | 803               | 1 198         | 14,79             |
| 2016-2017 | Hassan Whiteside      | Heat de Miami                             | 76           | 289               | 782               | 1 071         | 14,09             |
| 2017-2018 | Andre Drummond (2)    | Pistons de Détroit                        | 78           | 399               | 848               | 1 247         | 15,99             |
| 2018-2019 | Andre Drummond (3)    | Pistons de Détroit                        | 79           | 423               | 809               | 1 232         | 15,59             |
| 2019-2020 | Andre Drummond (4)    | Pistons de Détroit Cavaliers de Cleveland | 57           | 250               | 614               | 864           | 15,16             |
| 2020-2021 | Clint Capela          | Hawks d'Atlanta                           | 63           | 297               | 606               | 903           | 14,33             |
| 2021-2022 | Rudy Gobert           | Jazz de l'Utah                            | 66           | 241               | 727               | 968           | 14,67             |
| 2022-2023 | Domantas Sabonis      | Kings de Sacramento                       | 78           | 251               | 722               | 973           | 12,47             |
| 2023-2024 | Domantas Sabonis (2)  | Kings de Sacramento                       | 82           | 294               | 826               | 1 120         | 13,66             |
| 2024-2025 | Domantas Sabonis (3)  | Kings de Sacramento                       | 70           | 267               | 705               | 972           | 13,89             |

## Joueurs ayant remporté le plus de titre de meilleurs rebondeurs de l'année
| Titres | Joueur           | Équipe(s)                                                                            | Années                                                           |
| ------ | ---------------- | ------------------------------------------------------------------------------------ | ---------------------------------------------------------------- |
| 11     | Wilt Chamberlain | Warriors de Philadelphie (4) / 76ers de Philadelphie (3) / Lakers de Los Angeles (4) | 1960, 1961, 1962, 1963, 1966, 1967, 1968, 1969, 1971, 1972, 1973 |
| 7      | Dennis Rodman    | Pistons de Détroit (2) / Spurs de San Antonio (2) / Bulls de Chicago (3)             | 1992, 1993, 1994, 1995, 1996, 1997, 1998                         |
| 6      | Moses Malone     | Rockets de Houston (3) / 76ers de Philadelphie (3)                                   | 1979, 1981, 1982, 1983, 1984, 1985                               |
| 5      | Bill Russell     | Celtics de Boston (5)                                                                | 1957, 1958, 1959, 1964, 1965                                     |
| 5      | Dwight Howard    | Magic d'Orlando (4) / Lakers de Los Angeles (1)                                      | 2008, 2009, 2010, 2012, 2013                                     |
| 4      | Kevin Garnett    | Timberwolves du Minnesota (4)                                                        | 2004, 2005, 2006, 2007                                           |
| 4      | Andre Drummond   | Pistons de Détroit (3) / Cavaliers de Cleveland (1)                                  | 2016, 2018, 2019, 2020                                           |
| 3      | Domantas Sabonis | Kings de Sacramento (2)                                                              | 2023, 2024, 2025                                                 |
| 2      | George Mikan     | Lakers de Minneapolis (2)                                                            | 1952, 1953                                                       |
| 2      | Elvin Hayes      | Rockets de San Diego (1) / Bullets de la Capitale(1)                                 | 1970, 1974                                                       |
| 2      | Hakeem Olajuwon  | Rockets de Houston (2)                                                               | 1989, 1990                                                       |
| 2      | Dikembe Mutombo  | Hawks d'Atlanta (1) / 76ers de Philadelphie (1)                                      | 2000, 2001                                                       |
| 2      | Ben Wallace      | Pistons de Détroit (2)                                                               | 2002, 2003                                                       |
| 2      | DeAndre Jordan   | Clippers de Los Angeles (2)                                                          | 2014, 2015                                                       |